# In Other Climes
 (décembre 2021).
In Other Climes est un groupe de thrash metal français, originaire de Nice, en Provence-Alpes-Côte d'Azur, et formé en 2004.

## Biographie
In Other Climes enregistre une première démo auto-produite dès 2004, année de leur formation. Ils font ensuite le tour des bars de Nice avec cette dernière et réussissent finalement à convaincre Customcore Records. C'est ainsi qu'est né leur premier EP, Sword of Vengeance, en 2006. Deux ans plus tard, le groupe décide d'ajouter des chansons à son EP Sword of Vengeance et de le rééditer sous forme d'album. En conséquence, l'album sorti en 2008 s'appelle Sword of Vengeance : Chapter II. Fin juin le groupe s'envole pour les USA ils donnent une série de concerts. En octobre de la même année, leur deuxième album, The Final Threat, est publié. S'ensuit une pause studio de quatre ans, durant laquelle ils multiplient les tournées. Avec Empty Bottles and Wasted Nights, le troisième album studio suit en 2012, cette fois chez Spook Records,. On y entend pour la première fois le nouveau chanteur du groupe, Michael. Celui-ci a remplacé JC, qui avait quitté le groupe auparavant.
Outre ses propres albums, In Other Climes a également sorti deux splits, Secret Words en 2008 avec Basquiat et Confronto, et In Other Climes en 2012 avec Confronto. Outre un grand nombre de concerts personnels à travers l'Europe, In Other Climes a déjà assuré la première partie de Down, The Dillinger Escape Plan, Hatebreed et Entombed aux États-Unis, en Ukraine et au Brésil. En 2015 sort l'album Leftøver chez Bastardized Recordings,. Il est suivi en 2019 par l'album Ruthless.

## Discographie
- 2006 : Sword of Vengeance (EP, Customcore Records)
- 2008 : Sword of Vengeance: Chapter II (Customcore Records)
- 2008 : Secret Words (Split avec Basquiat, Last Fort Records)
- 2008 : The Final Threat (Customcore Records)
- 2012 : Empty Bottles and Wasted Nights (Spook Records)
- 2012 : Confronto, In Other Climes (split avec Confronto, Spook Records)
- 2015 : Leftøver (Bastardized Recordings)
- 2019 : Ruthless (Dead Serious Records)